# Maqsura

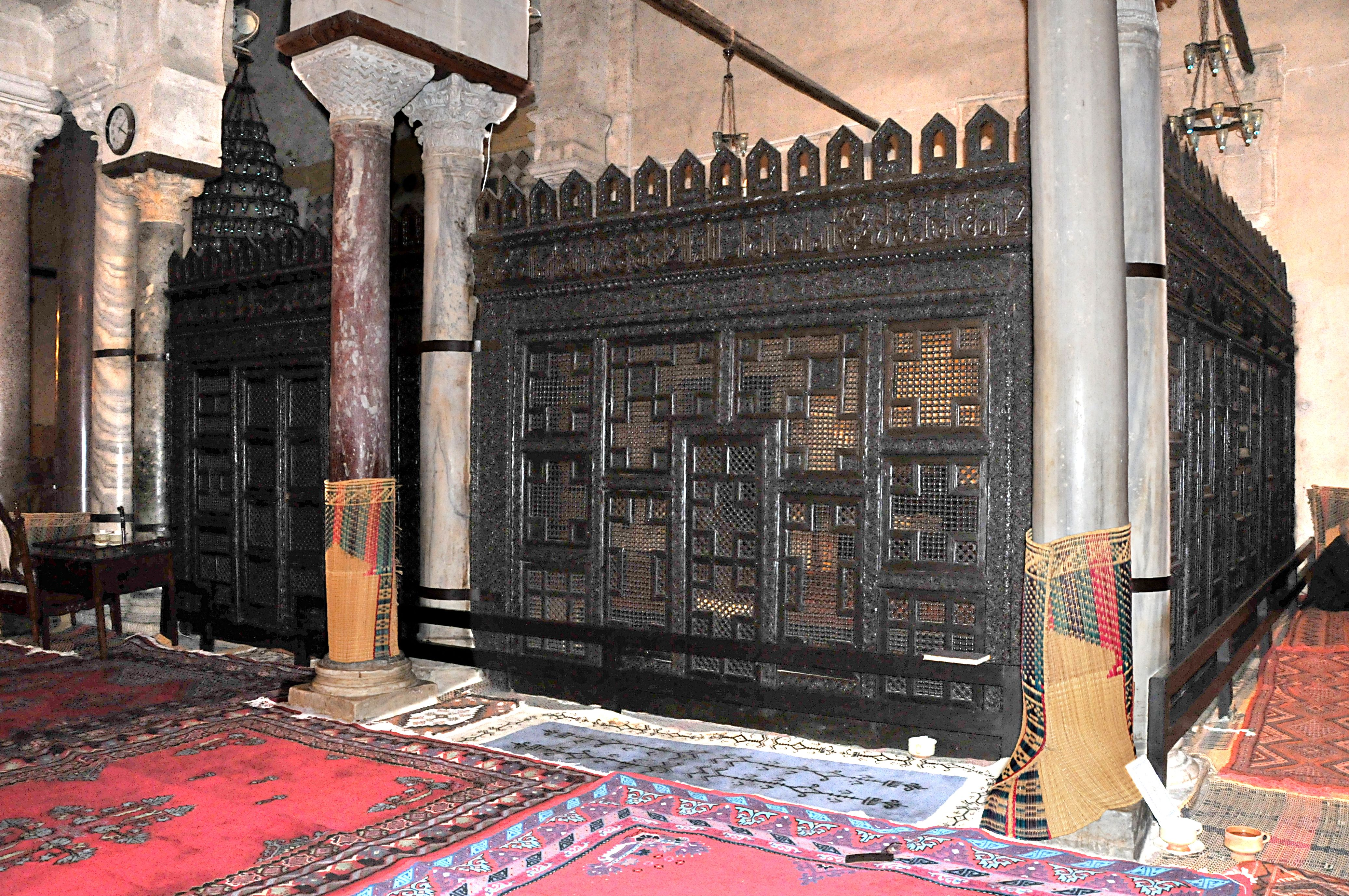
Un esempio di maqsura in legno

Maqsura (Arabo مقصورة) (letteralmente "spazio chiuso"), un recinto, una scatola o schermatura di legno vicino al mihrab o il centro della parete della qibla, che è stato originariamente progettato per schermare un governante dagli assassini. L'imam officiante all'interno del maqsura tipicamente apparteneva alla stessa scuola di diritto a cui il sovrano apparteneva.
Ci possono anche essere state anche alcune connotazioni spirituali simili alla schermata del coro nelle chiese. Spesso erano schermi di legno decorati con intagli o ad incastro e pezzi torniti di legno (simile a una musciarabìa).
Storicamente, è stato usato per la prima volta dal califfo omayyade Mu'awiya ibn Abi Sufyan nella Moschea degli Omayyadi di Damasco, dove il cosiddetto "Mihrab dei Compagni (del Profeta)" apparteneva alla "maqsura dei Compagni".